# Sofija Nassavska
Sofija Nassavska (polno ime Sophia Wilhelmine Marianne Henriette, švedsko Sofia), kraljica Švedske in Norveške, * 9. julij 1836, palača Biebrich, Nassau, Nemčija, † 30. december 1913, Stockholmska palača, Stockholm, Švedska.
Sofija je bila kraljica soproga Švedske in Norveške kot žena kralja Oskarja. Kraljica Švedske je bila za 35 let, kar je dlje kot katera koli kraljica pred njo. Do leta 2011 je bila najdaljša kraljica, ko jo je presegla kraljica Silvija. Bila je tudi zadnja švedska kraljica, ki je nosila uradni naziv kraljica vdova Švedske.

## Zgodnje življenje
Sofija je bila najmlajša hčerka Viljema, vojvode Nassavskega in njegove druge žene princese Pavline Friderike Marije Württemberške.
Njen oče je umrl, ko je bila stara tri leta in njega je nasledil njen polbrat Adolf. Sofija je od zasebnih tutorjev dobila kar se je takrat štelo za primerno izobrazbo princes v tistem času. Trenirala je sabljanje, kateri šport pa je bilo po navadi rezerviran za moške, da bi si okrepila svoj hrbet in poravnala svojo držo. Sofija se je socializirala z učenjaki in umetniki, nassavski dvor pa je bil štet za bolj demokratičnega od običajnih nemških dvorov. Zgodaj se je naučila angleščine in imela simpatijo za britanski parlamentarni sistem. Jezik, ki se je govoril v njenem domu ni bila nemščina, temveč angleščina. Dobila je vzgojo, ki je bila podobna srednje razrednemu viktorijanskemu stilu življenja, kar pa je bilo Sofiji bolj všeč od tradicionalne kraljeve vzgoje. Njeni bratje so jo naslavljali kot Unsere demokratische Schwester (naša demokratična sestra). Opisana je bila za resno, inteligentno in zelo delovno osebo. Zanimali so jo jeziki in zgodovina. Bila je tudi resnično verna.
Leta 1848 je bila priča uporu v vojvodini Nassavja, ki so ga zatrli njeni bratje in mati. Zimo 1853-54 je preživela na dvoru njene tete v Sankt Petersburgu v Rusiji. Njena teta princesa Šarlota Württemberška je bila poročena z veliko vojvodo Mihaelom Pavlovičem Ruskim. Cilj izleta ni bil v želji po dogovarjanju poroke z ruskim princem, ker njena mati ni želela, da bi Sofija prestopila v pravoslavno vero, kar bi bilo ob poroki potrebno, vendar zato, da bi se naučila življenja na velikem dvoru. Med njenim obiskom v Rusiji je bila učenka Antona Ruinsteina. Sofija in njena mati sta bili priseljeni zapustiti Rusijo ob začetku Krimske vojne. Po smrti njene matere leta 1857 je Sofija živela s svojo polsestro princeso Marijo Wiedsko.
Julija 1857 je na poletni rezidenci svoje sestre Marije v Monreposu izven Nassaua prejela obisk od princa Oskarja Švedskega, vojvode Östergötlandske. Oskar je bil drugi živeči sin vladajočega kralja. Po smrti njegovega starejšega brata Gustava leta 1852 je postal bodoči dedič švedskega prestola, ker njegov brat, takrat vladajoči kronski princ, s svojo ženo ni mogel imeti več otrok, kar pa je pomenilo, da je bilo politično nujno, da se Oskar poroči. V letih 1855 in 1856 je bil Oskar poslan na obisk na različne kraljeve dvore v Evropi v želji, da najde poročno partnerico, ki bo primerna tako v njegovem družbenem sloju kot v njegovem okusu. Obiskal je britanski dvor, vendar se ni želel poročiti s princeso Marijo Cambriško kot tudi s pruskimi in belgijskimi princesami, ki so mu bile predlagane. Poroka Sofije in Oskarja ne bi smela biti šteta za dogovorjeno poroko: Oskar je dobil svobodo, da si sam izbere princeso iz več obiskanih dvorov, ki mu je bila všeč, in Sofija, ki je pred tem že dobila snubitev, ni želela biti prisiljena v poroko. Sofija in Oskar sta se obojestransko zaljubila v drug drugega.
Po obisku se je Oskar vrnil na Švedsko, da bi prosil svoje starše soglasje za poroko, ki pa je bilo odobreno. Potem se je vrnil v Nassau, kjer sta se septembra zaročila in oktobra objavila zaroko. Med zaroko se je Sofija učila švedščine in zgodovine ter si izmenjala pisma s svojim bodočim možem: kmalu sta si dopisovala v švedščini in Sofija je tudi hitro obvladala norveščino.

## Vojvodinja in prestolonaslednica
Oskar in Sofija sta se poročila 6. junija 1857 na gradu v Wiesbaden-Biebrichu. V Stockholm sta prispela 19. junija 1857, kjer je na ladji Travemünde spoznala gospodarico oblačil grofico Mino Bonde in svojo dvorno damo Avgusto Jegerhjelm. Pozdravila ju je mahajoča in pojoča množica. Sofija je bila po prihodu na Švedsko sprejeta z velikim navdušenjem, saj je takratna kronska princesa Ludovika postala sterilna po rojstvu svojega zadnjega otroka in starejši Oskarjev brat kronski princ Karl ni imel sina, njegova hčerka pa zaradi takratne ustave ni bila sprejeta kot dedič na prestol, zato je bila Sofija videna kot rešitev nasledstva in bodoča kraljica. Ob prihodu je bila oblečena v modro obleko in je bila zatorej imenovana modra vojvodinja. V palači je bila na začetku predstavljena kraljevemu dvoru in kasneje v kraljičinem salonu še kraljevi družini. Po srečanju s kraljem, ki je bil takrat opisan za skoraj zmešanega in je bil pod regentstvom kronskega princa, je prihitela do njega, se priklonila in ga objela.
Leta 1858 je Sofija rodila sina, kar je zavarovalo dinastijo Bernadotte in ji dalo veliko popularnost. Rojstvo se je odvilo v Drottningholmski palači in glede na star dvorni protokol je bil v dvorani izven spalnice za priče prisoten celotni dvor in člani vlade. Po smrti njenega tasta kralja Oskarja I. leta 1859 je njen svak postal kralj Karl XV. ter Sofija in njen mož sta postala kronski princ in kronska princesa Švedske in Norveške.
Par je za svojo rezidenco dobil Arvfurstens palats v Stockholmu. Bila je opisana za mirno in obvladano, praktično in razumno. Imela je dobre odnose s tastom in taščo in svakinjo princeso Evgenijo. Njen odnos s Karlom XV. in kraljico Ludoviko pa je bil kakor koli napet. Sofija sama je bila strogo moralna in ni marala francosko vplivajočega lahkomiselnega dvora njenega svaka Karla XV. Do leta 1861 je Sofija rodila trikrat v treh letih in po tem, je bilo njeno zdravje krhko. Istega leta je naredila izlet v Nizzo, da bi se ozdravila. Te izlete je nadaljevala v zdravstvene namene: naslednji izlet je naredila leta 1863, tisti čas v Nemčijo. Leta 1864 se je ukvarjala z gradnjo svoje poletne rezidence Sofiere s Öresunda, ki so jo poimenovali po njej. V Sofieru so lahko ostali v stiku z dansko kraljevske družino v Fredensborgu na drugi strani Öresunda. Shodi v Sofiero bi včasih dali politično razsežnost kot središče družinskih svetov.
Sofija je izvajala močno disciplino nad svojimi otroki. Njena odločitev, da doji, je bila v tistem času nenavadna za zgornji razred in je pritegnila pozornost. Prav tako je vzbudila pozornost, ko je leta 1869 dala svoje sinove v javno šolo, ne pa jim dovolila, da bi se izobraževali na domu, kot je bila tradicija v kraljevi hiši. Dala jih je na krščansko fantovsko šolo Beskowska skolan od teologa in župnika Gustaf Emanuel Beskowa, katerega pridige je pogosto obiskovala. Sofija je imela vedno zelo tesno zanimanje za vero, katero zanimanje je delila s svakinjo Evgenijo, v čigar družbi je bila uvedena s še več različnimi krščanskimi vejami. Od leta 1866 je bil predsednica dobrodelne organizacije Allmänna skyddsföreningen (Zaščitniško društvo) za revne ženske v Stockholmu.
Sofija je bila zainteresirana v politiko in se je zapletla v državne afere med svojim življenjem in občasno je bila prisotna kot opazovalka parlamentarnih zasedanj. Leta 1866 je bila njena rojstna država vojvodina Nassau priključena Prusiji. Po tem je imel anti-pruski pogled. Poleti leta 1870 je bila prisotna v Ems, kjer je pred vojno napovedjo srečala tako ruskega carja kot tudi pruskega kralja in je ostajala informirana o politični situaciji. Ni nasprotovala združenemu cesarstvu Nemčiji, vendar je ni bilo všeč, kako je bilo ustvarjeno in prevlada Prusije. Kakor koli, imela je dober osebni odnos s kronskim princem Friderikom Ruskim in njegovo ženo.

## Kraljica Švedske in Norveške
Po smrti njenega svaka 12. maja 1873 je Sofija postala kraljica soproga Švedske in Norveške. V tistem času so bile napete politične razmere in zahteve republike. Oskar sprva ni bil priljubljen, vendar so bili upi, da bi se dovolil ravnati po nasvetu Sofije, ki je bil obravnavana za politično vpogledno. Na Norveškem so bili tudi upi, da bi Sofija uporabila svoj vpliv nad Oskarjem in bi bil s tem uvedena bolj enakopravno mesto v zvezi. Sofija je bila z Oskarjem kronana 12. maja v Stockholmu na Švedskem in 18. junija 1873 v Trondheimu na Norveškem. Skupaj je par po kronanju naredil turnejo po Norveški, ki pa je bila opisana za zmago.
Leta 1875 sta kralj in kraljica naredila turnejo po Evropi. Na začetku sta obiskala Dansko in potem Berlin in kasneje Dresden. Obisk kralja Alberta Saškega in njegove kraljice Karole Vasa v Dresden je bil pomemben, saj je to pomenil simbolni mir med dinastijo Bernadotte in odstavljeno dinastijo Vasa, ker je bila kraljica Karola vnukinja odstavljenega kralja Gustava IV. Adolfa in je dala vedeti, da je preteklost pozabljena. Po Dresdnu je Sofija prekinila turnejo zaradi zdravstvenih razlogov, medtem ko je Oskar turnejo nadaljeval v Weimar in Rusijo. Drug pomemben dogodek je bilo razkritje kip Karla XIV. Janeza 7. septembra 1875 v Oslu, ki se je praznoval z veliko praznovanji s povabljenimi tujimi plemiči in vojaškimi paradami, in velja za nepozabno propagandno priložnost. Še en pomemben dogodek je bilo bivanje kraljice Norveške v Mossu leta 1877 z nekdanjim kronskim princem Napoleonom Francoskim.
Jeseni je kraljevi par običajno živel v Drottningholmski palači, kjer je sprejel tuje kraljeve dostojanstvenike in gostil slovestnostne zabave. Med zimo sta imela predstavitve v Stockhlmu in Oslu. Ko sta obiskala Norveško, ju je na meji pričakal ločen norveški dvor. Za Sofijo je bilo znano, da se je za uradne dogodke oblekla spektakularno v svetle barve kot na primer v rdečo in modro ter je imela na sebi veliko nakita, čipk in okraskov. Oskar II. je običajno preživel poletja s svojimi prijatelji v Marstrandu na njegovi jahti Drott, medtem pa je Sofija velikokrat preživela svoja poletja v Ulriksdalski palači in kasneje večkrat na Norveškem. Med letoma 1892 in 1904 je svoja norveška poletja preživela v dvorcu Skinnarböl izven Kongsvingerja, kjer je živela v preprostem življenjskem stilu in je bila radodarna krajevnim ljudem. Na Norveškem je bila zalo popularna in je bila opisana kot edina kraljica v Švedsko-Norveški zvezi, ki je preživela večino časa na Norveškem.
Sofija je leta med 1873 in 1878 opisala za njena krizna leta. Med temi leti je imela Oskar kar nekaj afer, najbolj znane so bile z Magdo von Dolcke in z Marie Friberg. Oskarjeva afera z Magdo von Dolcke se je začela leta 1874 in je pridobila veliko pozornost, saj je Oskar koristil njeni karieri v Kraljevem dramskem gledališču ter ji je dajal žepnino. Čeprav Sofija ni nič pokazala, je verjeto, da je trpela zaradi njegove nezvestobe. Povezano je s Sofijinim potovanjem v Nemčijo, kjer ji je dajala tolažbo njena polsestra Marija Wiedska, ki pa naj bi ji dala nasvet, naj se sprijazni s situacijo. Ob eni priložnosti je kralj poslal dvorjana k operni pevki Idi Basilier-Magelssen s prošnjo o "zasebnem občinstvu" na kar je odgovorila: "Povejte njegovemu veličanstvu, da naj ima zasebno občinstvo z njegovo dobro in lepo kraljico. Sama imam druge stvari za narediti kot pa imeti zasebne kinference s starimi kavalirji!" Ko je za to izvedela kraljica Sofija, je poslala po Basilier-Magelssenovo in njuno srečanje naj bi se končalo s solzami zaradi njunih nezvestih mož. Zaradi svojega zdravja je morala narediti več izletov v tujino in njen zakon je očitno doživel krizo, saj so bili njuni zakonski odnosi prekinjeni. Njena najbližja okolica je opazovala in omenila njeno zakonsko krizo in leta 1876 med izletom na celini je Sofija Oskarju poslala pismo, ki ga je poimenovala poslovilno pismo.
Leta 1878 je bilo prelomno leto za kraljico Sofijo. Tisto leto je postala privrženka naukov britanskega pridigarja lorda Radstocka, ki ji ga je predstavila njena dvorna dama Märta Eketrä. Po tem je preživela velik del svojega življenja v molitvi s svojimi najljubšimi dvornimi damami, Eketräo, Ebbo von Rosen in Ido Wedel-Jarlsberg.
Oskar II. je bil proti temu skeptičen zaradi svojega položaja kot vodja švedske cerkve, vendar se je njun odnos po njenem novem verskem prepričanju dejansko izboljšal.
Kraljica Sofija se je po letu 1878 veliko bolj zanimala za vero in njeno delo je, takoimenovano evangeličansko gibanje, bilo precej pomembno. Naredilo jo je manj zainteresirano za reprezentacije in družbeno življenje ter Carl Fleetwood je pripomnil, da je bil mojster njenega dvora v bistvu častiti Beskow. Sčasoma je, ko je bila popolnoma nujno, omejila participacijo na dvoru in v družbenem življenju. Ko se je leta 1885 udeležila plesa Amaranter, je bila priložnost tako redka, da je pritegnila pozornost. Sofija je imela raje zasebno življenje kot večerje in glasbene soareje v družbi družinskih članov in svojih dvornih dam. Kraljica Sofija je trpela za slabim zdravjem: med letoma 1875 in 1877 je bila na primer zaradi zdravstvenih težav skoraj cel čas v tujini in čeprav ji je bilo po letu 1877 bolje, je vseeno še nadaljevala obiske posebno v Amsterdam, kjer je obiskala doktorja Metzgerja. Med obiskom v Pariz je pritegnila veliko pozornost, ko je jedla v javni restavraciji. To je bilo za tiste čase neobičajno za žensko kraljevske krvi, in je tudi bilo edinkrat, ko je to naredila.  Leta 1885 je njen sin Karl zbolel v Istanbulu in z Oskarjem sta obiskala Osmansko cesarstvo, kjer ju je sprejel sultan in Sofija je dobila dovoljenje, da obišče cesarski harem. Obiskala sta tudi Romunijo.
Kraljica Sofija je svojemu delu namenila veliko truda pri izboljšanju zdravstvene oskrbe in je ustanovila prvo šolo za medicinske sestre na Švedskem. Študirala je dela Florence Nightingale in je leta 1881 z Oskarjem obiskala Veliko Britanijo, kjer ju je sprejela kraljica Viktorija. Med svojim obiskom se je učila o sodobni zdravstveni ustanovi v Londonu. Po vrnitvi je začela projekt za izobraževanje strokovnih medicinskih sester na Švedskem. To delo je šele leta 1867 začelo pionirsko delo Emmy Rappe, vendar še ni bilo nobene ustrezne izobraževalne ustanova za medicinske sestre in medicinski svet je bil zato skeptičen. Leta 1882 ji je uspelo organizirati pouk za medicinske sestre v bolnišnici Sabbatsberg, leta 1884 je za študente odprla Hemmet för sjuksköterskor (Dom za medicinske sestre) in leta 1889 je bil razvit na Sophiahemmet (Sofijin dom), kombinirani bolnišnici in šoli za medicinske sestre. Sophiahemmet je bila videna kot vzor za izobraževanje medicinskih sester na Švedskem in to se kaže tudi v ustrezni vzpostavitvi poklica medicinskih sester na Švedskem. Sofija je bila zelo dejavna pri krepitvi spoštovanja tega poklica med zdravniki, ki so menili, da to delo ni primerno za izobražene ženske. Da bi naredila ta poklic spoštovan, je želela, da se poklic vidi kot klic vere, in da se ga obvežejo medicinsko izobražene ženske. Ženske iz zgornjega razreda je spodbujala pri poklicu medicinske sestre, ker je želela, da so medicinske sestre spoštovane: prvi vodja njene zdravstvene šole je bil plemeniti Alfhild Ehrenborg, ki je bil študent Florence Nightingale, in kraljica je bila aktivno vključena v institucijo do svoje smrti. V svoji zdravstveni šoli se je tudi od študentov plemiškega rodu pričakovala, da bodo čistili tla. Dve študentki Sophiahemmeta, Alma Brunskog in Olge Claréus, sta imeli velik pomen za medicinsko oskrbo na Norveškem. Sofija je predsedovala okoli petdesetim različnim dobrodelnim organizacijam na Švedskem in Norveškem. Enkrat tedensko je sprejela iskalce za pomoč, podpirala je vojsko odrešitve in ustanovila številne organizacije, sama.
Sofija je bila domnevno najbližje svojima sinovoma, Oskarju, čigar verski interesi so bili enaki, Evgenu. Leta 1886 je podpirala Evgena, ki je želel študirati umetnost v Parizu. Podpirala je tudi Oskarja v njegovi želji po poroki s plemenito dvorno damo Ebbo Munck af Fulkilo. Njen sin Evgen je o njej dejal, da je bila zanjo skoraj na višjem mestu človeška vrednost in pravica kot pa njena globoka pobožnost. Leta 1887 je bila prisiljena iti na ooforektomično operacijo. Operacija je bila šteta za potencialno smrtno nevarno. Pred operacijo je naredila oporoko. Z Oskarjem II. je naredila tudi zaobljubo, da če bo preživela to operacijo, bo kralj končno dovolil Oskarju, da je poroči z Ebbo Munck. Po operaciji je Oskar izpolnil obljubo in nato se je odvila poroka. Operacijo je bila šteta za uspeh, vendar pa je potem imela težave pri hoji in je bila občasno prisiljena uporabljati invalidski voziček. Kljub temu je še naprej jahala.
Leta 1881 se je udeležila poroke svojega sina kronskega princa Gustava z Viktorijo Badensko v Karlsruheju. Sofija bi sina raje poročila z Beatricijo Britansko, saj je imela veliko občudovanja do kraljice Viktorije, vendar pa je bila sprva zelo navdušena nad izbiro Viktorije Badenske, saj je bil potomka nekdanje švedske dinastije Vasa. Njen odnos s snaho je kljub temu postal napet. Sofija in Viktorija je imela nasprotna politična stališča in Sofija je zamerila, ko je Gustav namesto nje začel poslušati Viktorija, medtem ko je Viktorija kritizirala vpliv Sofije na kralja: nemški diplomat Eulenberg je poročal, da je Viktorija izjavila, da je kraljica Sofija prisilila kralja, da je popustil opoziciji, da bi se izognil sporom, da je bila neutrudno naklepna in da se jo je Oskar bal. Sofija ni marala Viktorijinega bratranca cesarja Viljema II. Nemškega, s katerimi je imela več konfliktov.
Politično je bila Sofija v svojih pogledih opisana za liberalno in skoraj demokratično. Njen politični vpliv nad Oskarjem II. je štet za pomembnega. Šteje se, da je delovala kot njegova politična svetovalka, in je znano, da je uporabila svoj politični vpliv večkrat, vsaj po letu 1878. Sofija je pokazala velik interes glede Norveške in vprašanja o zvezi med Švedsko in Norveško. Za kralja se je pričakovalo, da je v času vladavine redno obiskoval Norveško, ko je kriza sindikata postala bolj in bolj pogost, in kraljica ga je po navadi spremljala, včasih tudi proti njegovi volji. V Oslu, je pogosto v kraljevo palače povabila zakonce politikov in ustvarila pomembno mrežo stikov iz desnega krila rojalistov in levega krila republikancev. Med letoma 1882 in 1884 je bila huda kriza na Norveškem in se je začelo govoriti o revoluciji, ki je sčasoma privedlo do prepovedi kraljevega veta in izgubo tamkajšnje kraljeve oblasti, in Sofija je bila aktivno vključena v krizo. Čeprav je nasprotovala reformi, je videla, da se je treba vdati. Yngvar Nielsen je povedal o prizoru, ko je kraljici prebral novico: kralj vstopil v sobo, padel na kolena pred njo in rekel: »Ja, Sofija, zdaj si notri!", po čemer ji je poljubil roko, preden se je dvignil in izjavil, da je novico težko sprejel, vendar bo držal svojo besedo. Med krizo leta 1884 je bil njen vpliv očiten, saj je bila ona, ki je prepričala Oskarja, da je omogočil levemu krilu Johana Svendrupa, da je sestavil norveško vlado: "Njen vpliv nad kraljem je bil odličen in dobro poznan. Ona je bila trdna, on pa šibek, tako miren kot nestabilen in živčen. Do marca 1884 ga je podpirala pri njegovi upornosti, vendar je aprila 1884 spremenila strategijo in spoznala, da bi upor lahko samo poškodoval monarhijo. Zgodaj po tem, je povedala kralju, naj podpre Johana Sverdrupa."
Med krizo unije leta 1895, ko so Norvežani želeli imeti lastne ambasade, je imela kraljevska družina družinski svet ob bolniški postelji kraljice, v navzočnosti nemškega cesarja Viljema II.. Viljem je priporočil združeno nemško-švedsko vojaško posredovanje, vendar je Sofija odločno prepovedala karkoli takšne vrste, povedala cesarju, da situacijo ni razumel in zagovarjal prijateljska pogajanja. V času krize leta 1898, ko so Norvežani začeli uporabljati svojo zastavo, je Oskar II. zagrozil, da bo abdiciral in da bo premier Boström odstopil. Kraljica Sofija je umirila razmere in je prepričala, da oba ostaneta na svojih delovnih mestih. Sofija je leta 1905 z uporabo svojega vpliva preprečila vojaško posredovanje in vojno med razpadom zveze Švedsko-Norveške.

## Kraljica vdova
Leta 1907 je Oskar II. umrl in Sofija je postala kraljica vdova. Čeprav ni imela več moči glede na državne zadeve, je še vedno vedela, kaj se je dogajalo v politiki. Razveza unije Švedske in Norveške je pomenila, da ni več obiskovala Norveško, vendar pa je še nadaljevala svoje izlete v Veliko Britanijo in kontinent: leta 1909 je na primer z avtom obiskala Nemčijo. V svojih zadnjih letih se je v Sophiahemmetu, kjer je bila aktivna predsednica, ukvarjala s človekoljubjem. Njena zadnja uradna naloga je bilo izpitno praznovanje medicinskih sester v Sophiahemmet, med katerimi je bila njena vnukinja Maria Bernadotte, hčerka princa Oskarja in Ebbe Munck. Ko je Sofija prišla do Marije, je pozabila svoje besede in jo objela. Umrla je nekaj dni zatem.
Kraljica Sofija je verjela v pogled kraljica Viktorije Britanske, da naj bo zasebno življenje kraljeve družine dober primer za njene podložnike in v tem vidiku je bila spoštovani lik. Ko je leta 1913 umrla je njen vnuk pripomnil: "Stari čas je umrl z babico."

## Otroci
Njeni otroci so bili:
- Kralj Gustav V. (16. junij 1858 - 29. oktober 1950)
- Princ Oskar, vojvoda Gotlandski, kasneje grof Oskar Bernadotte af Wisborg (15. november 1859 - 4. oktober 1953)
- Princ Karl, vojvoda Västergötlandski (27. februar 1861 - 24. oktober 1951)
- Princ Evgen, vojvoda Närški (1. avgust 1865 - 17. avgust 1947)

Sofija je bila polsestra velikega vojvoda Adolfa I. Luksemburškega (in nekdanjega vojvoda Nassavskega), ki je ustvaril naziv grof Wisborški v luksemburškem plemstvu za Sofijinega sina Oskarja, ki je izgubil pravice nasledstva in nazive zaradi poroke, ki je ni odobril kralj.
Njeni pravnuki so kralj Harald V. Norveški in nekdanji kralj Albert II. Belgijski; njeni prapravnuki so kralj Karl XVI. Gustav Švedski, kralj Filip Belgijski, kraljica Margareta II. Danska in veliki vojvoda Henri Luksemburški.

## Nazivi
- 9. julij 1836 – 6. junij 1857: Njena vojvodska presvetla visokost princesa Sofija Nasavska
- 6. junij 1857 – 8. julij 1859: Njena kraljeva visokost vojvodinja Östergötlandska
- 8. julij 1859 – 18. september 1872: Njena kraljeva visokost prestolonaslednica Švedske in Norveške
- 18. september 1872 – 26. oktober 1905: Njeno veličanstvo kraljica Švedske in Norveške
- 26. oktober 1905 – 8. december 1907: Njeno veličanstvo kraljica Švedske
- 8. december 1907 – 30. december 1913: Njeno veličanstvo kraljica vdova Švedske

## Grbi
| Grb Sofije kot kraljice Švedske in Norveške (1872–1905) | Kraljevski monogram kraljice Sofije Švedske | Grb Sofije kot kraljice Švedske |

## Predniki
|  |                                                                |  |  |  |  |  |  |  |  |  |  |  |  |  |  |  |
|  | 16. Karl Avgust, knez Nassau-Weilburški                        |  |  |  |  |  |  |  |  |  |  |  |  |  |  |  |
|  |                                                                |  |  |  |  |  |  |  |  |  |  |  |  |  |  |  |
|  |                                                                |  |  |  |  |  |  |  |  |  |  |  |  |  |  |  |
|  | 8. Karel Kristjan Nassau-Weilburg                              |  |  |  |  |  |  |  |  |  |  |  |  |  |  |  |
|  |                                                                |  |  |  |  |  |  |  |  |  |  |  |  |  |  |  |
|  |                                                                |  |  |  |  |  |  |  |  |  |  |  |  |  |  |  |
|  | 17. Princesa Avgusta Nassau-Idsteinska                         |  |  |  |  |  |  |  |  |  |  |  |  |  |  |  |
|  |                                                                |  |  |  |  |  |  |  |  |  |  |  |  |  |  |  |
|  |                                                                |  |  |  |  |  |  |  |  |  |  |  |  |  |  |  |
|  | 4. Friderik Viljem Nassau-Weilburški                           |  |  |  |  |  |  |  |  |  |  |  |  |  |  |  |
|  |                                                                |  |  |  |  |  |  |  |  |  |  |  |  |  |  |  |
|  |                                                                |  |  |  |  |  |  |  |  |  |  |  |  |  |  |  |
|  | 18. Viljem IV. Oranski                                         |  |  |  |  |  |  |  |  |  |  |  |  |  |  |  |
|  |                                                                |  |  |  |  |  |  |  |  |  |  |  |  |  |  |  |
|  |                                                                |  |  |  |  |  |  |  |  |  |  |  |  |  |  |  |
|  | 9. Princesa Karolina Orange-Nassau                             |  |  |  |  |  |  |  |  |  |  |  |  |  |  |  |
|  |                                                                |  |  |  |  |  |  |  |  |  |  |  |  |  |  |  |
|  |                                                                |  |  |  |  |  |  |  |  |  |  |  |  |  |  |  |
|  | 19. Ana, kraljevska princesa                                   |  |  |  |  |  |  |  |  |  |  |  |  |  |  |  |
|  |                                                                |  |  |  |  |  |  |  |  |  |  |  |  |  |  |  |
|  |                                                                |  |  |  |  |  |  |  |  |  |  |  |  |  |  |  |
|  | 2. Viljem I. Nassavski                                         |  |  |  |  |  |  |  |  |  |  |  |  |  |  |  |
|  |                                                                |  |  |  |  |  |  |  |  |  |  |  |  |  |  |  |
|  |                                                                |  |  |  |  |  |  |  |  |  |  |  |  |  |  |  |
|  | 20. Burgrave Viljem Ludvik Kirchberški, grof Sayn-Hachenburški |  |  |  |  |  |  |  |  |  |  |  |  |  |  |  |
|  |                                                                |  |  |  |  |  |  |  |  |  |  |  |  |  |  |  |
|  |                                                                |  |  |  |  |  |  |  |  |  |  |  |  |  |  |  |
|  | 10. Burgrav Viljem Jurij Kirchberški, grof Sayn-Hachenburški   |  |  |  |  |  |  |  |  |  |  |  |  |  |  |  |
|  |                                                                |  |  |  |  |  |  |  |  |  |  |  |  |  |  |  |
|  |                                                                |  |  |  |  |  |  |  |  |  |  |  |  |  |  |  |
|  | 21. Grofica Ludvika Salm-Dhaun                                 |  |  |  |  |  |  |  |  |  |  |  |  |  |  |  |
|  |                                                                |  |  |  |  |  |  |  |  |  |  |  |  |  |  |  |
|  |                                                                |  |  |  |  |  |  |  |  |  |  |  |  |  |  |  |
|  | 5. Burgravina Ludvika Izabela Kirchberška                      |  |  |  |  |  |  |  |  |  |  |  |  |  |  |  |
|  |                                                                |  |  |  |  |  |  |  |  |  |  |  |  |  |  |  |
|  |                                                                |  |  |  |  |  |  |  |  |  |  |  |  |  |  |  |
|  | 22. Heinrich XI. Reuss-Greiški                                 |  |  |  |  |  |  |  |  |  |  |  |  |  |  |  |
|  |                                                                |  |  |  |  |  |  |  |  |  |  |  |  |  |  |  |
|  |                                                                |  |  |  |  |  |  |  |  |  |  |  |  |  |  |  |
|  | 11. Princesa Izabela Avgusta Reuss-Greiška                     |  |  |  |  |  |  |  |  |  |  |  |  |  |  |  |
|  |                                                                |  |  |  |  |  |  |  |  |  |  |  |  |  |  |  |
|  |                                                                |  |  |  |  |  |  |  |  |  |  |  |  |  |  |  |
|  | 23. Konradina Eleonora Reuss-Köstritška                        |  |  |  |  |  |  |  |  |  |  |  |  |  |  |  |
|  |                                                                |  |  |  |  |  |  |  |  |  |  |  |  |  |  |  |
|  |                                                                |  |  |  |  |  |  |  |  |  |  |  |  |  |  |  |
|  | 1. Sofija Nassavska                                            |  |  |  |  |  |  |  |  |  |  |  |  |  |  |  |
|  |                                                                |  |  |  |  |  |  |  |  |  |  |  |  |  |  |  |
|  |                                                                |  |  |  |  |  |  |  |  |  |  |  |  |  |  |  |
|  | 24. Friderik II. Evgen Württemberški                           |  |  |  |  |  |  |  |  |  |  |  |  |  |  |  |
|  |                                                                |  |  |  |  |  |  |  |  |  |  |  |  |  |  |  |
|  |                                                                |  |  |  |  |  |  |  |  |  |  |  |  |  |  |  |
|  | 12. Friderik Württemberški                                     |  |  |  |  |  |  |  |  |  |  |  |  |  |  |  |
|  |                                                                |  |  |  |  |  |  |  |  |  |  |  |  |  |  |  |
|  |                                                                |  |  |  |  |  |  |  |  |  |  |  |  |  |  |  |
|  | 25. Mejna grofica Friderika Doroteja Brandenburg-Schwedcka     |  |  |  |  |  |  |  |  |  |  |  |  |  |  |  |
|  |                                                                |  |  |  |  |  |  |  |  |  |  |  |  |  |  |  |
|  |                                                                |  |  |  |  |  |  |  |  |  |  |  |  |  |  |  |
|  | 6. Princ Pavel Württemberški                                   |  |  |  |  |  |  |  |  |  |  |  |  |  |  |  |
|  |                                                                |  |  |  |  |  |  |  |  |  |  |  |  |  |  |  |
|  |                                                                |  |  |  |  |  |  |  |  |  |  |  |  |  |  |  |
|  | 26. Karl Viljem Ferdinand, vojvoda Brunswiški                  |  |  |  |  |  |  |  |  |  |  |  |  |  |  |  |
|  |                                                                |  |  |  |  |  |  |  |  |  |  |  |  |  |  |  |
|  |                                                                |  |  |  |  |  |  |  |  |  |  |  |  |  |  |  |
|  | 13. Vojvodinja Avgusta Brunswick-Wolfenbüttelska               |  |  |  |  |  |  |  |  |  |  |  |  |  |  |  |
|  |                                                                |  |  |  |  |  |  |  |  |  |  |  |  |  |  |  |
|  |                                                                |  |  |  |  |  |  |  |  |  |  |  |  |  |  |  |
|  | 27. Princesa Avgusta Britanska                                 |  |  |  |  |  |  |  |  |  |  |  |  |  |  |  |
|  |                                                                |  |  |  |  |  |  |  |  |  |  |  |  |  |  |  |
|  |                                                                |  |  |  |  |  |  |  |  |  |  |  |  |  |  |  |
|  | 3. Princesa Pavlina Württemberška                              |  |  |  |  |  |  |  |  |  |  |  |  |  |  |  |
|  |                                                                |  |  |  |  |  |  |  |  |  |  |  |  |  |  |  |
|  |                                                                |  |  |  |  |  |  |  |  |  |  |  |  |  |  |  |
|  | 28. Ernest Friderik III. Saško-Hildburghausenski               |  |  |  |  |  |  |  |  |  |  |  |  |  |  |  |
|  |                                                                |  |  |  |  |  |  |  |  |  |  |  |  |  |  |  |
|  |                                                                |  |  |  |  |  |  |  |  |  |  |  |  |  |  |  |
|  | 14. Friderik, vojvoda Saško-Altenburški                        |  |  |  |  |  |  |  |  |  |  |  |  |  |  |  |
|  |                                                                |  |  |  |  |  |  |  |  |  |  |  |  |  |  |  |
|  |                                                                |  |  |  |  |  |  |  |  |  |  |  |  |  |  |  |
|  | 29. Princesa Ernestina Saško-Weimarska                         |  |  |  |  |  |  |  |  |  |  |  |  |  |  |  |
|  |                                                                |  |  |  |  |  |  |  |  |  |  |  |  |  |  |  |
|  |                                                                |  |  |  |  |  |  |  |  |  |  |  |  |  |  |  |
|  | 7. Princesa Katarina Šarlota Saxe-Hildburghausen               |  |  |  |  |  |  |  |  |  |  |  |  |  |  |  |
|  |                                                                |  |  |  |  |  |  |  |  |  |  |  |  |  |  |  |
|  |                                                                |  |  |  |  |  |  |  |  |  |  |  |  |  |  |  |
|  | 30. Karl II. Mecklenburg-Strelitcki                            |  |  |  |  |  |  |  |  |  |  |  |  |  |  |  |
|  |                                                                |  |  |  |  |  |  |  |  |  |  |  |  |  |  |  |
|  |                                                                |  |  |  |  |  |  |  |  |  |  |  |  |  |  |  |
|  | 15. Vojvodinja Šarlota Jurijana Mecklenburg-Strelitcka         |  |  |  |  |  |  |  |  |  |  |  |  |  |  |  |
|  |                                                                |  |  |  |  |  |  |  |  |  |  |  |  |  |  |  |
|  |                                                                |  |  |  |  |  |  |  |  |  |  |  |  |  |  |  |
|  | 31. Princesa Friderika Hesse-Darmstadtska                      |  |  |  |  |  |  |  |  |  |  |  |  |  |  |  |
|  |                                                                |  |  |  |  |  |  |  |  |  |  |  |  |  |  |  |
|  |                                                                |  |  |  |  |  |  |  |  |  |  |  |  |  |  |  |